# Weiden in der Oberpfalz
Weiden in der Oberpfalz là một thành phố trong bang Bayern, Đức. Thành phố có diện tích kilômmét vuông, dân số là 42.577 người. Thành phố này nằm cách 100 km về phía đông Nuremberg và 35 km về phía tây của biên giới với Cộng hoà Séc.